# Lone Scocozza
 Der er for få eller ingen kildehenvisninger i denne artikel, hvilket er et problem. Du kan hjælpe ved at angive troværdige kilder til de påstande, som fremføres i artiklen.

Lone Scocozza (født Lone Franck Andersen 31. december 1940) er socialrådgiver, dr.phil. i sociologi, professor i folkesundhedsvidenskab, forfatter og foredragsholder.
Scocozza er opvokset i Sverige, hvor familien boede under 2. verdenskrig. I første omgang blev hun uddannet socialrådgiver, men besluttede sig senere for at kaste sig over sociologistudiet. I 1977 blev hun cand.mag. i sociologi fra Københavns Universitet, og fortsatte i 1990 studiet ved Lunds Universitet, hvor hun blev dr.phil. i 1994 og docent i 1996. I 2000 supplerede hun med et professorat i folkesundhedsvidenskab fra Malmö högskola.
Hun har fra 1982-1994 været medlem af en række videnskabsetiske komitéer, og fra 1994 har hun været medlem af Patientklagenævnet.